# Parti populaire de Finlande
Le Parti populaire de Finlande (en finnois : Suomen Kansanpuolue) était un parti politique libéral finlandais. 

## Histoire
Créé le 3 février 1951 à la suite de la dissolution du Parti libéral finlandais, il fusionnera en 1965 avec la Ligue libérale pour former le Parti libéral populaire.
Le Parti populaire a participé aux gouvernements Tuomioja, Sukselainen I, Fagerholm III, Karjalainen I et Virolainen.
Le parti a publié le magazine Polttopiste, qui paraissait au mieux une fois par semaine.

## Résultats électoraux
| Année | Députés  | Voix    | Voix  |
| ----- | -------- | ------- | ----- |
| 1951  | 10 / 200 | 102 933 | 5,68% |
| 1954  | 13 / 200 | 158 323 | 7,88% |
| 1958  | 8 / 200  | 114 617 | 5,90% |
| 1962  | 13 / 200 | 146 005 | 6,34% |

| Année | Élus | Voix   | Voix  |
| ----- | ---- | ------ | ----- |
| 1953  |      | 60 194 | 3,42% |
| 1956  |      | 47 887 | 2,86% |
| 1960  |      | 99 709 | 5,08% |
| 1964  |      | 79 569 | 3,71% |

| Présidentielles \| Année \| Candidat \| Électeurs \| Voix \| Voix \| \| ----- \| ------------- \| ---------- \| -------------------- \| --------------- \| \| 1956 \| Eero Rydman \| 7 \| 85 690 \| 4,52% \| \| 1962 \| Urho Kekkonen \| 21[2] 1[3] \| 165 489[2] 11 087[3] \| 7,5%[2] 0,5%[3] \| |               |           |                |           |
| Année | Candidat      | Électeurs | Voix           | Voix      |
| 1956 | Eero Rydman   | 7         | 85 690         | 4,52%     |
| 1962 | Urho Kekkonen | 21 1      | 165 489 11 087 | 7,5% 0,5% |

## Présidents
- Eino Saari 1951–1958
- Veli Merikoski 1959–1960
- Harras Kyttä 1961–1963
- Esa Kaitila 1964–1965

## Députés du parti
- Lassi Hiekkala
- Armi Hosia
- Veikko Hyytiäinen
- Mikko Juva
- Konsti Järnefelt
- Esa Kaitila
- Kaarlo Kajatsalo
- Heikki Kannisto
- Irma Karvikko
- Harras Kyttä
- Aare Leikola
- Armas Leinonen
- Antti Linna
- Leo Mattila
- Helge Miettunen
- Eino Ojajärvi
- Pentti Pakarinen
- Aukusti Pasanen
- Eino Rauste
- Eino Saari
- Tuure Salo
- Aaro Stykki
- Juho Tenhiälä
- Artturi Tienari